# 10 août 1973
Le vendredi 10 août 1973 est le 222e jour de l'année 1973.

## Naissances
- Daijiro Takakuwa, footballeur japonais
- Emin Agaev, footballeur international azerbaïdjanais
- Fabcaro, auteur de bande dessinée français
- Ioan Viorel Ganea, footballeur roumain
- Javier Zanetti, footballeur argentin
- Jessica Grieco, cycliste américaine
- Lisa Raymond, joueuse américaine de tennis
- Neten Chokling, acteur et réalisateur bhoutanais

## Décès
- Douglas Kennedy (né le 14 septembre 1915), acteur américain
- Jean Hanson (née le 14 novembre 1919), biophysicienne britannique
- Percival Bailey (né le 9 mai 1892), neurologue, neuropathologiste, neurochirurgien et psychiatre américain
- Stanislav Poplavsky (né le 22 avril 1902), général des armées soviétique et polonaise